# St. Martin (Bigge)

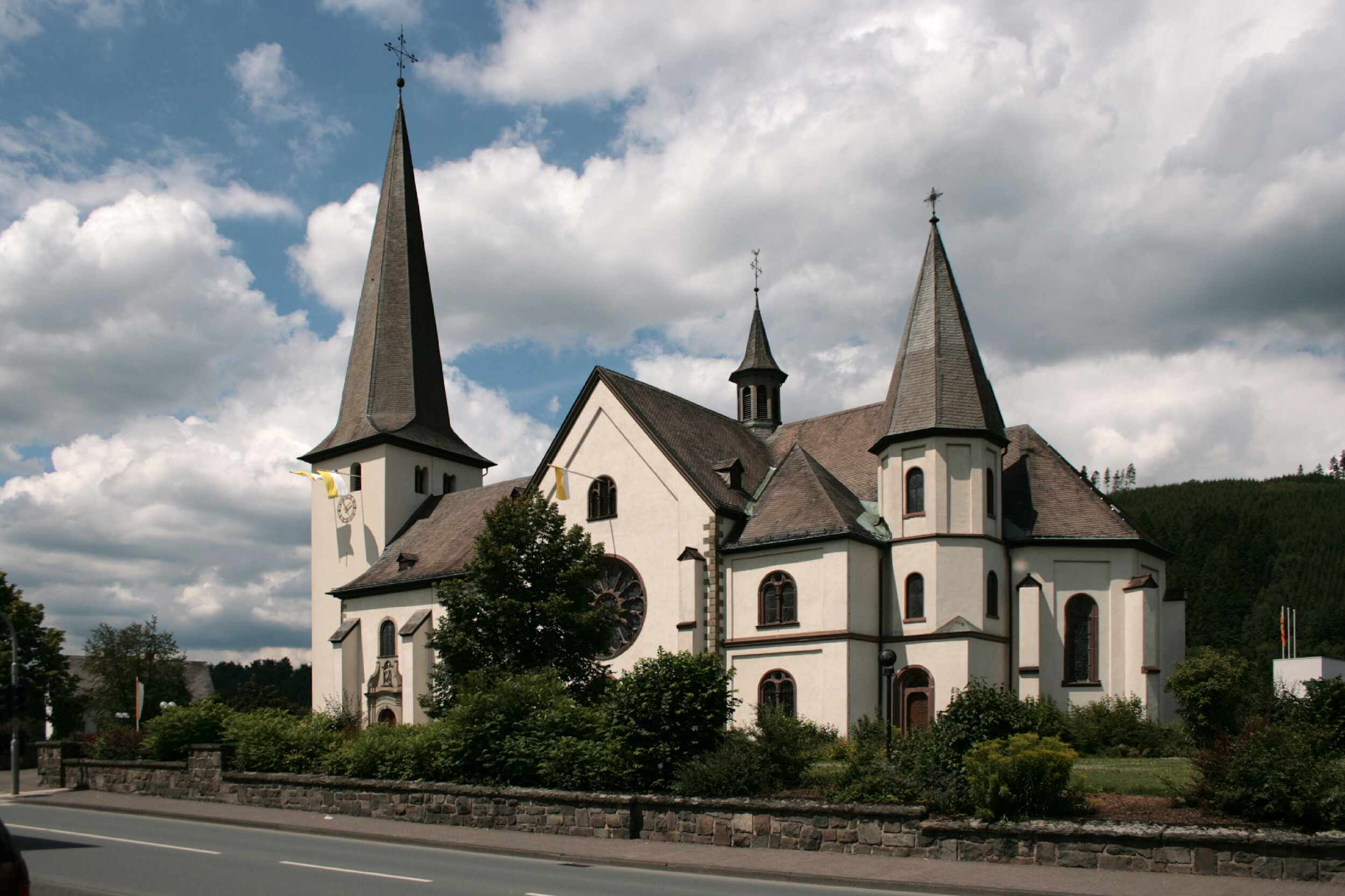
St. Martin

Die katholische Pfarrkirche St. Martin ist ein denkmalgeschütztes Kirchengebäude in Bigge, einem Ortsteil der Stadt Olsberg im Hochsauerland in Nordrhein-Westfalen.

## Geschichte und Architektur

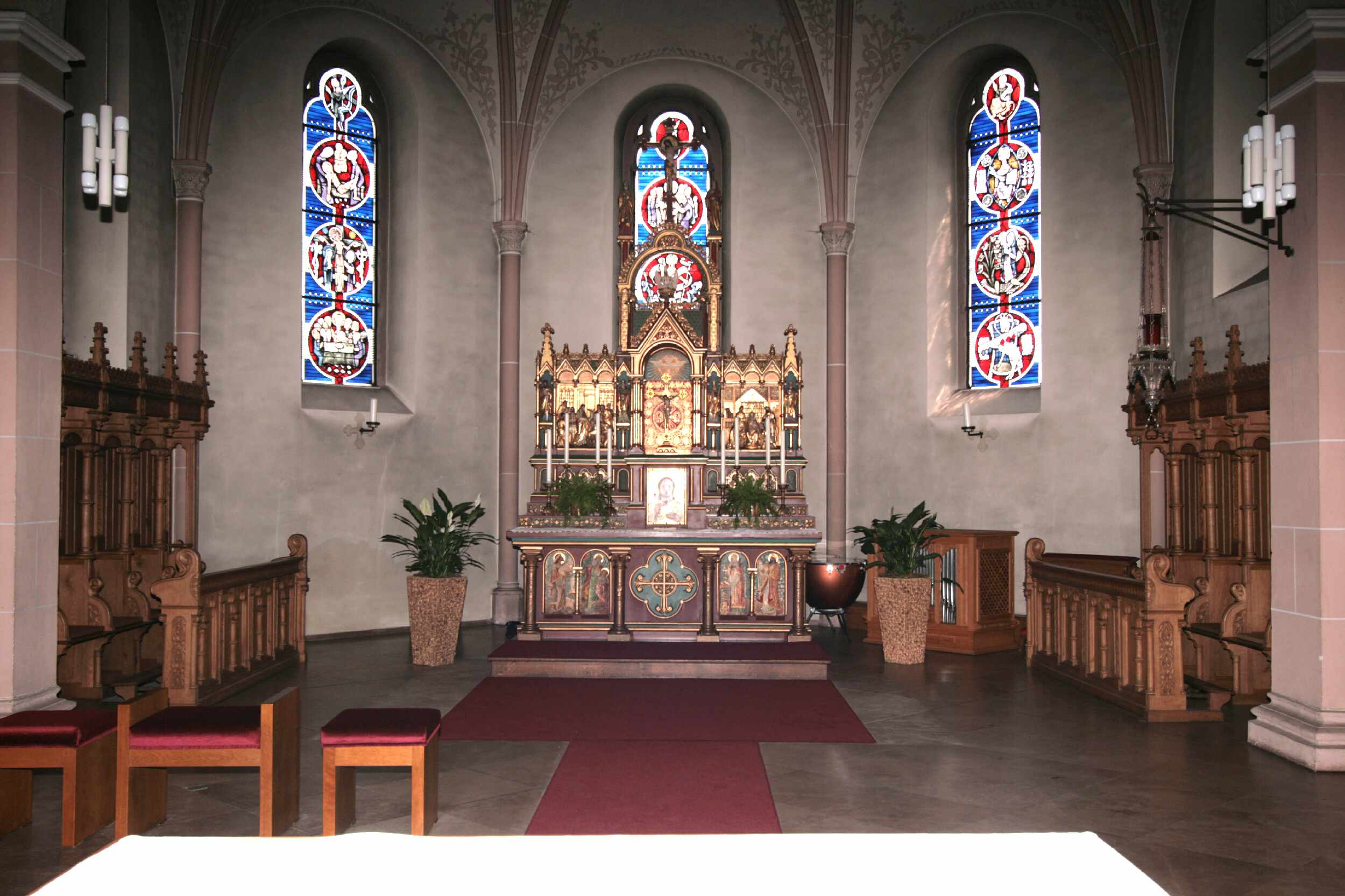
Blick auf den Altarraum

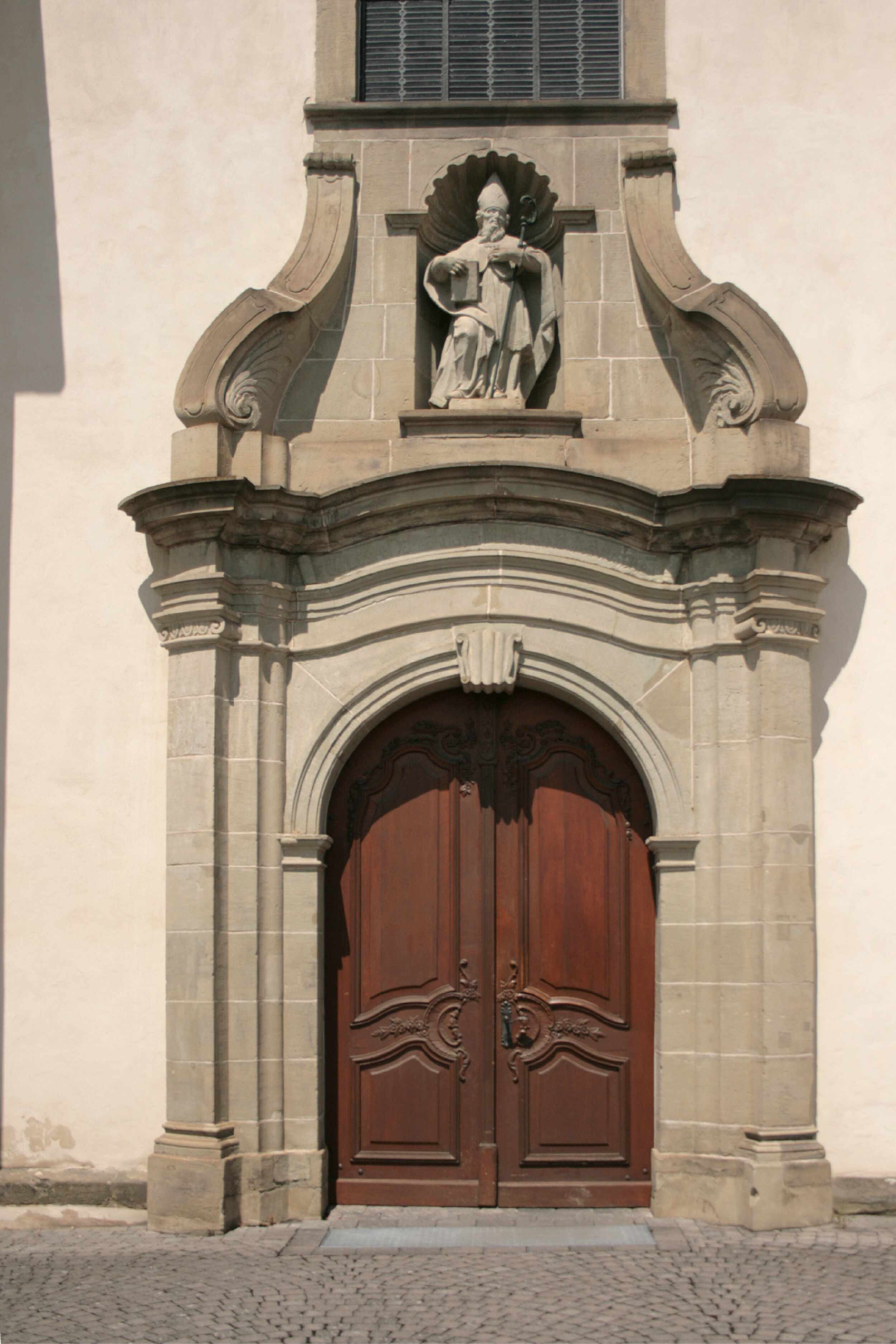
Südportal mit St. Martin

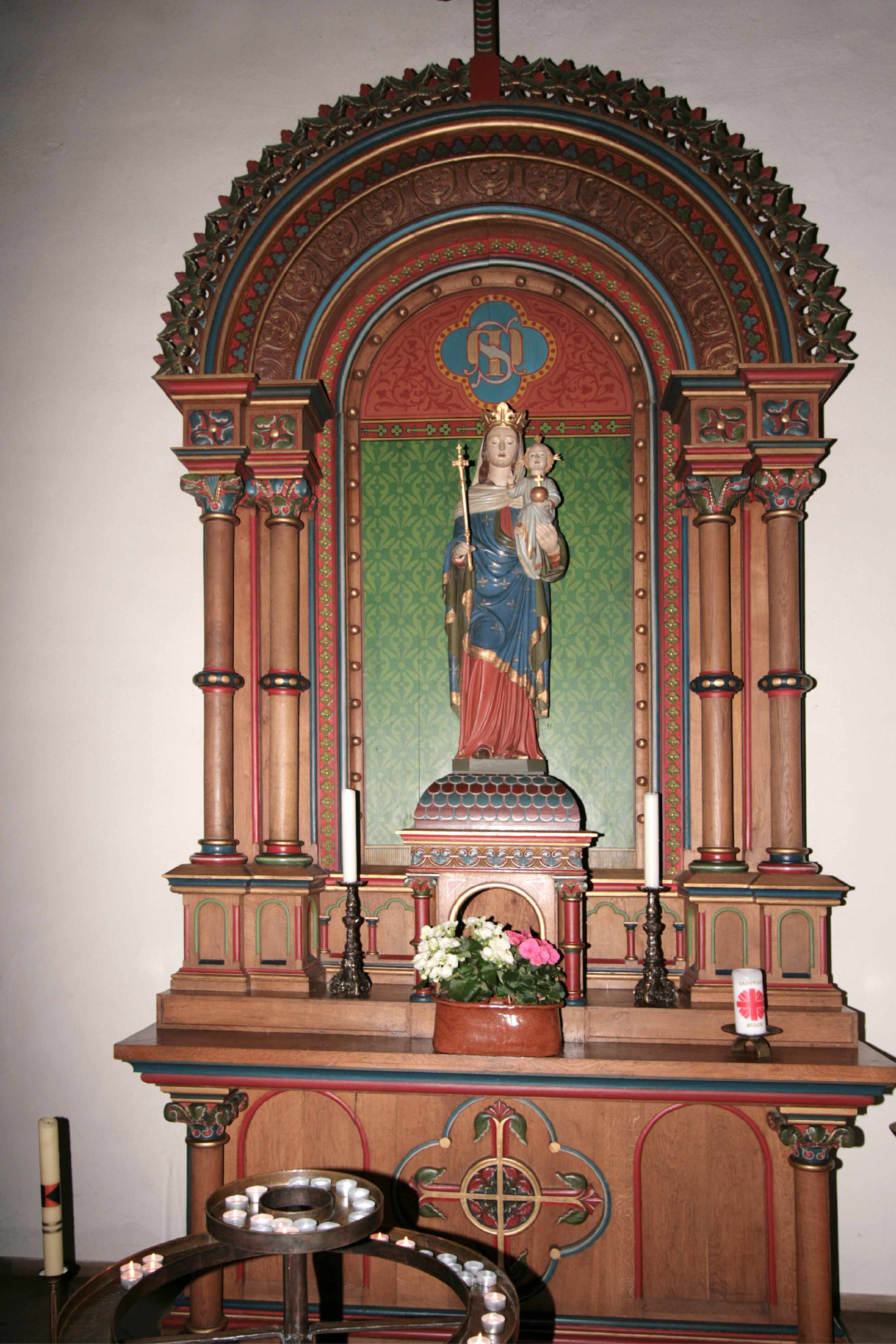
Marienaltar

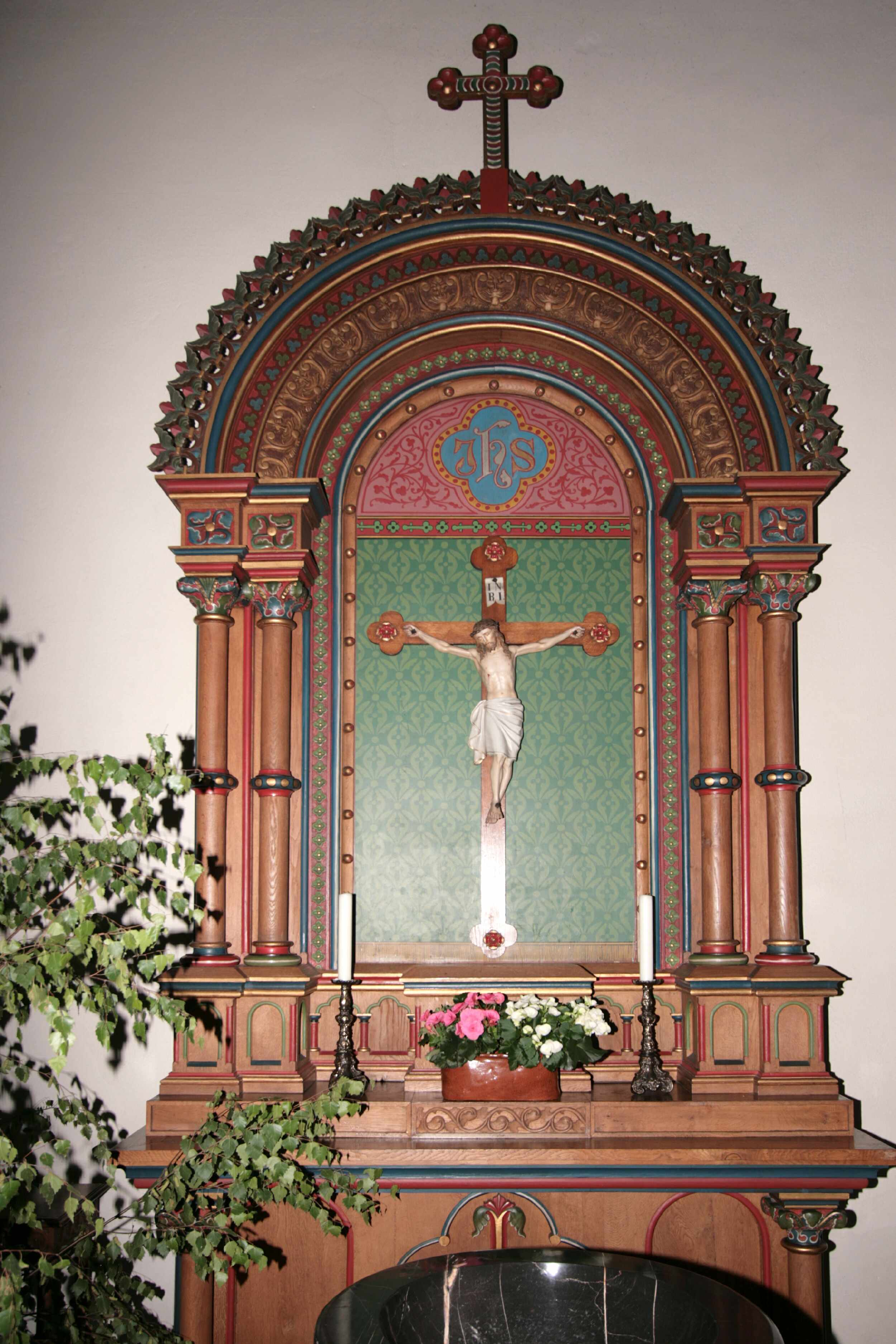
Kreuzaltar

Die ursprüngliche Kirche ist vermutlich eine ehemalige Königshofkapelle. Erstmals urkundlich erwähnt wurde sie 1222. Laut dieser Urkunde tauschte Engelbert I mit Gräfin Mathilde von Altena das Patronatsrecht an der Kirche in Elsey gegen die Rechte an der Kirche St. Martinus in Bigge. Im selben Jahr wurde der erste Priester, Conrad Sacerdos in Bige, urkundlich erwähnt Die älteste Kirche muss um etwa einen Meter tiefer als die heutige gelegen haben, da man zum Treppenaufgang des Turmes so tief hinabsteigen muss. Die heutige Kirche wurde von 1769 bis 1773 errichtet. Am Südportal findet sich die Bezeichnung 1770. Der Turm könnte aus dem 11. bis 13. Jahrhundert stammen. Die Kirche von 1770 war ein einschiffiges Gebäude mit querrechteckigen gratigen Kreuzgewölben. Von dem gotisierenden Barocksaal sind drei Joche erhalten. Eine Erweiterung um ein neoromanisches Querschiff wurde von 1888 bis 1889 vorgenommen. Zur selben Zeit wurden zwei Sakristeien und ein Betraum für die Familie von Wendt angebaut. Das Mauerwerk und die Gewölbe der Kirche wurden aus Bruchstein hergestellt und verputzt. Die Tür und Fensterumrahmungen sowie die Sockelschräge wurden aus Sandstein gemauert. Die Dächer und Strebpfeiler sind mit Schiefer gedeckt. Alle Gesimse wurden aus Holz angefertigt. Das rundbogige Südportal mit reichem Gebälk trägt die Inschrift eCCesIa.DeI.beatiqVe.MartInI.noVa.sVrgebat. (Die Kirche Gottes und des heiligen Martinus entstand neu), die großen Lateinischen Buchstaben sind ein Chronogramm und bedeuten die Jahreszahl 1770. In einer Muschelnische steht eine Figur des heiligen Martin, die von dem Bildhauer Leonard Falter aus Büren geschaffen wurde.
Am 2. April 1945, zum Ende des Zweiten Weltkrieges, begannen US-Truppen Bigge zu Beschießen. In der Nacht zum 5. April wurde der Bereich von St. Martin besonders beschossen. Der Küster wurde durch einen Granatsplitter getötet. Sieben Menschen kamen im Schutzraum im Glockenturm um, der einen Volltreffer erhielt. Bis auf den Hochaltar war die Kirche verwüstet.
Von 1975 bis 1976 wurde innen und außen umfangreich renoviert. Die Ausmalung erfolgte unter Verwendung von Strukturen, Farben und Motiven der Gestaltung von 1894. Von der alten Ausmalung sind drei Apostelkreuze im unteren Teil der Kirche und die Vergoldung der oberen Partien des südlichen Beichtstuhles erhalten. Die Kirche wurde nach den Bestimmungen des zweiten Vatikanischen Konzils umgestaltet und mit einem Zelebrationsaltar, der im Schnittpunkt von Chor und Querschiff aufgestellt wurde, umgestaltet. Neue Bleiglasfenster wurden eingebaut, sie sind ein Werk von Nikolaus Bette aus Essen. Gezeigt werden überwiegend Szenen aus dem neuen Testament. Das südliche Rundfenster im Querschiff zeigt die fünfzehn Geheimnisse des Rosenkranzes, im nördlichen Rundfenster sind Szenen des alten Testamentes dargestellt.

## Turm
Von der ursprünglichen Kirche ist der heutige Westturm erhalten. In der Westwand des Turmes ist noch der rundbogige Anschluss an das alte Schiff ersichtlich. Die Turmwände sind 2,5 m dick. In der Nord- und Westwand führen Treppen in die oberen Geschosse, die mit romanischen Kreuzgewölben überdeckt sind. Die Mauern sind nur durch wenige Schlitzfenster gegliedert. Die Wände der Glockenstube sind durch jeweils zwei Schallöffnungen unterteilt. Das ursprünglich vorhandene Fenster in der Westwand wurde bis auf eine kleine Öffnung zugemauert. Auf dem Turm sitzt als Helm eine achtseitige Pyramide. Den Abschluss bilden eine Kugel, ein Kreuz und ein Hahn, die 1963 restauriert wurden. Der Turm ist etwa 50 Meter hoch.
Im Innenraum des Turmes ist eine Gedächtniskapelle für die Gefallenen der beiden Weltkriege eingerichtet.

## Ausstattung
- Der Hochaltar ist eine Arbeit des Bildhauers Fleige aus Münster, er wurde von Pfarrer Trippe gestiftet. In gotischer Schnitzerei zeigt er zwei Reliefs mit den Darstellungen der Anbetung der Könige und der Hochzeit zu Kana. Der Altar ist reich illuminiert.
- Drei Altäre und eine Kanzel wurden 1770 von einem Briloner Minoriten gebaut, sie wurden bei dem Neubau 1893 abgebrochen und beseitigt. Von der ursprünglichen Ausstattung sind noch vier Beichtstühle und der Orgelprospekt vorhanden.
- Der Drehtabernakel vom alten Hochaltar steht in der Sakristei. Die Kapitelle und Basen der schräg nach außen stehenden Pilaster bestehen aus Rocaille. Auf den Basen knien Putten, auf der Halbkreisnische ist ein geschweiftes Hauptgesims mit einer Kartusche aufgesetzt, bekrönt mit einem Pelikan.
- Die vier Beichtstühle sind reich in Rocaille verziert, sie tragen als Bekrönung jeweils ein Flachrelief. Es bezieht sich auf das Bußsakrament. Dargestellt werden: Jesus und die Samariterin, Jesus und Maria Magdalena, Petrus mit dem hahn und der verlorene Sohn mit seinem Vater.
- Der Marienaltar ist der Seitenaltar an der Nordseite. Über ihm befindet sich ein Medaillon mit der Krönung Mariens.
- An der Südseite steht der Kreuzaltar, darüber ein Medaillon mit dem Schweißtuch der Veronika.
- An den Seitenwänden des Hochchores stehen die Figuren der Patrone der Bigger Filialkirchen: St. Hubertus, St. Laurentius, St. Barbara, St. Nikolaus und St. Johannes der Täufer.

### Orgel

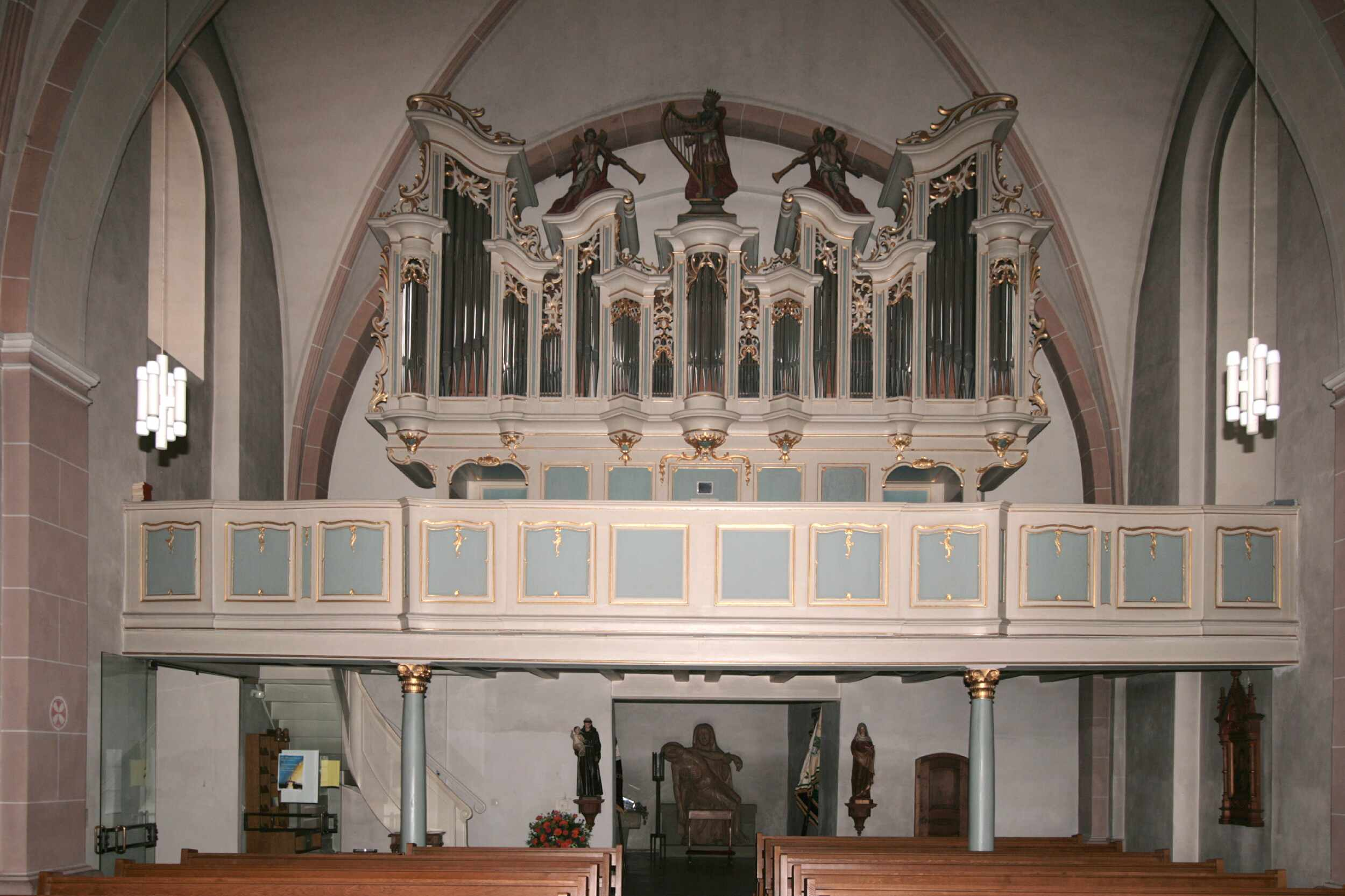
Oestreich-Orgel von 1789

Der Rokoko-Orgelprospekt wurde 1783 angefertigt. Die Pfeifen sind in 15 Feldern angeordnet. Die mittlere Bekrönung bilden große Freiplastiken, zwei Posaune blasende Engel und der König David.
Das Orgelwerk geht zurück auf den Orgelbauer Johann-Markus Oestreich, erbaut in den Jahren 1783 bis 1789. Das Orgelwerk wurde im Laufe der Zeit mehrfach repariert und in den Jahren 1952 und 1970 umfangreich umgestaltet. 1989 wurde die Orgelbaufirma Fischer und & Krämer (Endingen) mit der Rekonstruktion des Orgelwerks von Oestreich beauftragt. Das Schleifladen-Instrument hat heute 29 Register (1966 Pfeifen) auf zwei Manualen und Pedal. Die Spiel- und Registertrakturen sind mechanisch.
| I Hauptwerk C–f3 |                |       |
| 1.               | Principal      | 8′    |
| 2.               | Gedackt        | 8′    |
| 3.               | Viola da Gamba | 8′    |
| 4.               | Quintatön      | 8′    |
| 5.               | Octav          | 4′    |
| 6.               | Flöte          | 4′    |
| 7.               | Quinte         | 2 ⁄3′ |
| 8.               | Octav          | 2′    |
| 9.               | Mixtur V       | 2′    |
| 10.              | Zimbel II      | 1′    |
| 11.              | Cornet V       | 8′    |
| 12.              | Bourdon        | 16′   |
| 13.              | Trompete       | 8′    |

| II Mittelpositiv C–f3 |               |       |
| 14.                   | Gelindgedackt | 8′    |
| 15.                   | Flaut travers | 8′    |
| 16.                   | Salicional    | 8′    |
| 17.                   | Principal     | 4′    |
| 18.                   | Duiflöte      | 4′    |
| 19.                   | Flageolet     | 2′    |
| 20.                   | Quinte        | 1 ⁄3′ |
| 21.                   | Mixtur III    | 1′    |
| 22.                   | Vox humana    | 8′    |
|                       | Tremulant     |       |

| Pedalwerk C–f1 |           |       |
| 23.            | Subbaß    | 16′   |
| 24.            | Octavbaß  | 8′    |
| 25.            | Flötbaß   | 8′    |
| 26.            | Octav     | 4′    |
| 27.            | Mixtur IV | 2 ⁄3′ |
| 28.            | Posaune   | 16′   |
| 29.            | Trompete  | 8′    |

### Glocken
- Die Glocke im Türmchen über der Vierung hat einen Durchmesser von 45 cm, sie wurde 1667 gegossen.
- Die Glocke von 1545 mit einem Durchmesser von 92 cm wurde 1942 abgeholt und sollte zu Kriegszwecken eingeschmolzen werden. Sie wurde nach dem Krieg auf dem Glockenfriedhof in Hamburg wiedergefunden. Der entstandene Sprung wurde geschweißt, die Glocke dient als Stundenschlag für die Turmuhr. Zwischen Blumenkränzen ist in gotischen Minuskeln die Inschrift Charitas Byn Ich Genannt in Disser Tit Veiller Unbekannt Doch roppe ich Fredde Dem Donner Vnde allen Menschen in Leffte zu komen. Johan Von Collen Gote Mich MVcXXXXV zu lesen.

#### Neue Glocken
Ein neues Geläut wurde 1947 von der Glockengießerei Humpert in Brilon gegossen.
- Ave Maria! Glorreiche Himmelskönigin auf Erden sei uns Helferin. Die Glocke hat einen Durchmesser von 125 cm und wiegt 1.121 kg. Sie ist auf den Ton e′ gestimmt.
- St. Josef, treuer Handwerksmann, nimm dich deiner Kinder an. Der Durchmesser beträgt 105 cm, die Glocke wiegt 675 kg; sie ist auf den Ton g′ gestimmt.
- St. Martin, Bigger Schutzpatron, bitt für uns an Gottes Thron, mit einem Durchmesser von 94 cm und einem Gewicht von 471 kg, Ton a′.
- St. Sebastian heiße ich, Bigger Schützen schenkten mich. Sie ist 330 kg schwer, hat einen Durchmesser von 83 cm und den Ton h′.

## Belege
1. ↑  Hugo Cramer: Der Landkreis Brilon im Zweiten Weltkriege 1939–1945. Josefs-Druckerei, Bigge 1955, Abschnitt Bigge, S. 154–156.
2. ↑  Paul Michels, Nikolaus Rodenkirchen, Franz Herberhold: Bau- und Kunstdenkmäler von Westfalen, 45. Band Kreis Brilon. Hrsg.: Wilhelm Rave. Aschendorffsche Verlagsbuchhandlung, Münster 1952, S. 116.
3. ↑  Georg Dehio: Handbuch der Deutschen Kunstdenkmäler, Nordrhein-Westfalen. Band 2, Westfalen. Deutscher Kunstverlag, München 1969, S. 49.
4. ↑  Umfassende Informationen zur Geschichte der Oestreich-Orgel (Memento des Originals vom 7. Dezember 2015 im Internet Archive)  Info: Der Archivlink wurde automatisch eingesetzt und noch nicht geprüft. Bitte prüfe Original- und Archivlink gemäß Anleitung und entferne dann diesen Hinweis.

Koordinaten: 51° 21′ 30,7″ N, 8° 28′ 15,9″ O